# 勢野茶臼山古墳
勢野茶臼山古墳（せやちゃうすやまこふん）は、奈良県生駒郡三郷町東信貴ヶ丘にあった古墳。形状は前方後円墳（一説に円墳）。現在では墳丘は失われている。

## 概要
奈良県北西部、平群谷南端の小丘陵上（標高142.3メートル）に築造された古墳である。1963年（昭和38年）に発掘調査が実施されたうえで、宅地造成のため消滅している。
墳形は前方後円形で、前方部を南方向に向けた（想定前方部を自然地形として円墳と見る説もある）。墳丘外表では帯状の葺石のほか、埴輪が認められる。埋葬施設は横穴式石室で、南西方向に開口した。ドーム状天井の玄室に狭長な羨道が接続するという、初期横穴式石室の特徴を呈する。石室内は盗掘に遭っていたが、調査では形象埴輪・須恵器が検出されている。
築造時期は、古墳時代後期の6世紀初頭（または6世紀前半）頃と推定される。初期の横穴式石室の様相を知るうえで重要視されるとともに、埴輪の使用方法の変質を示唆する点でも貴重な古墳になる。

## 墳丘
墳丘の規模は次の通り。
- 墳丘長：40メートル
- 後円部
  - 直径：28メートル
  - 高さ：5メートル
- 前方部
  - 幅：18メートル

## 埋葬施設
埋葬施設としては横穴式石室が構築されており、南西方向に開口した。石室の規模は次の通り。
- 玄室：長さ4.6メートル、幅3.6メートル（中央）、高さ3.6メートル
- 羨道：長さ5.4メートル、幅1.3メートル、高さ1.25メートル

玄室の平面形は長方形で、狭長な羨道が接続する。特に玄室は四壁とも強く持ち送り、ドーム状天井を形成するという初期横穴式石室の特徴を呈する。
玄室内は盗掘に遭っているが、羨道部は川原石の閉塞のため盗掘を免れている。調査では、羨道中央部から前庭部にかけて四注形家形埴輪、盾形・大刀形・蓋形埴輪、人物埴輪（女性）各1基が順に整然と配置された様子が認められている。また須恵器（坏・高坏・子持高坏・甕）が閉塞石と混在した状態で検出されている。

## 関連施設
- 奈良県立橿原考古学研究所附属博物館（橿原市畝傍町） - 勢野茶臼山古墳の出土品を保管・展示。

## 関連文献
（記事執筆に使用していない関連文献）
- 『小泉狐塚・大塚古墳、勢野茶臼山古墳、和爾上殿古墳（奈良県史跡名勝天然記念物調査報告 第23冊）』奈良県教育委員会、1966年。